# Valeriya Filenkova
Valeriya Filenkova –en ruso, Валерия Филенкова– (5 de julio de 1998) es una deportista rusa que compitió en natación sincronizada. Ganó tres medallas de oro en los Juegos Europeos de Bakú 2015.

## Palmarés internacional
| Juegos Europeos | Juegos Europeos   | Juegos Europeos | Juegos Europeos   |
| Año             | Lugar             | Medalla         | Prueba            |
| --------------- | ----------------- | --------------- | ----------------- |
| 2015            | Bakú (Azerbaiyán) | Medalla de oro  | Dúo               |
| 2015            | Bakú (Azerbaiyán) | Medalla de oro  | Equipo            |
| 2015            | Bakú (Azerbaiyán) | Medalla de oro  | Combinación libre |